# Exposición Internacional de Santiago (1875)
La Exposición Internacional de Santiago se realizó en el Parque Quinta Normal en la ciudad de Santiago, Chile, entre el 16 de septiembre de 1875 y el 16 de enero de 1876. 

## Convocatoria

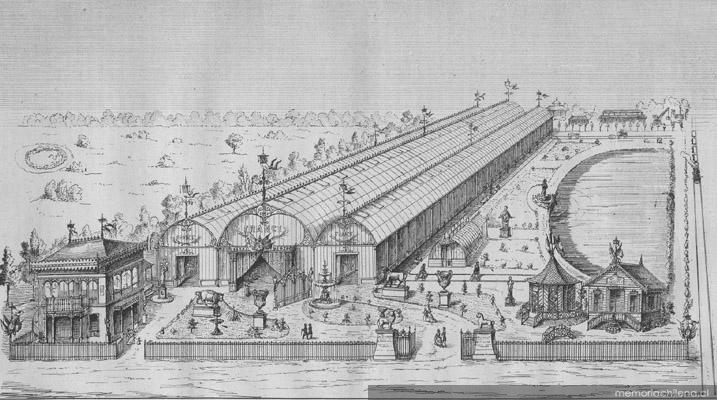
Pabellón Francés en la exposición de Internacional de Santiago

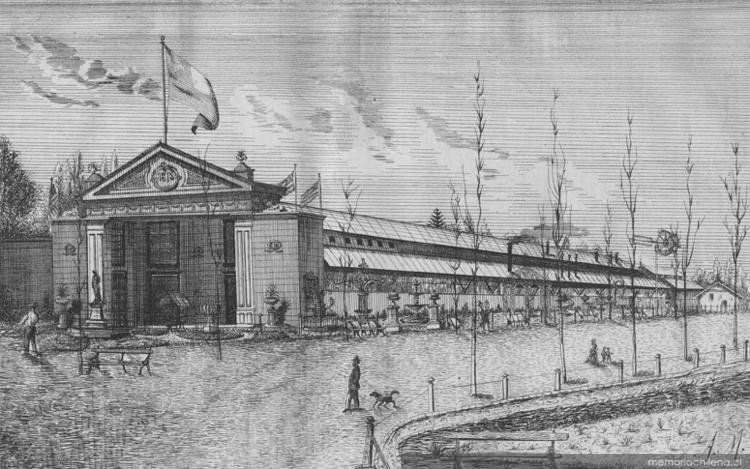
Galería Rosse Innes en la exposición hacia 1875

El desarrollo económico y de las instituciones políticas alcanzados por el país entre su independencia y la década de 1870, impulsó al gobierno chileno, como una forma de compartir estos logros con otras naciones y para difundir entre el público chileno los últimos avances científicos y tecnológicos en el mundo, a organizar una exposición internacional. 
La organización de la muestra fue confiada a la Sociedad Nacional de Agricultura, entidad pionera en Chile en la difusión del conocimiento científico aplicado a las actividades productivas. La convocatoria oficial al evento se hizo efectiva en marzo de 1873, a través de las legaciones chilenas en el exterior y del cuerpo diplomático acreditado en el país.

## Desarrollo

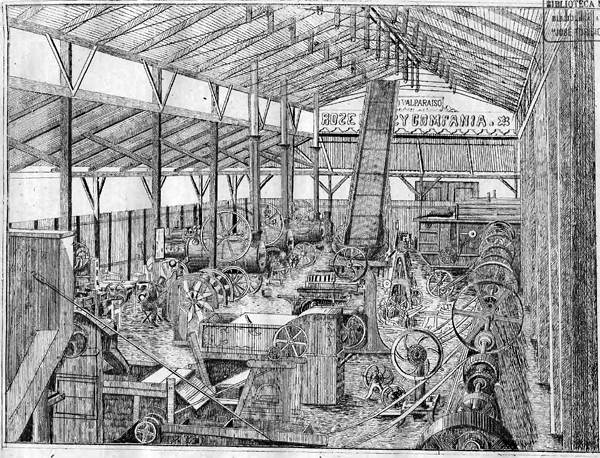
Vista parcial del interior de la Galería Rosse Innes exhibiendo diversas maquinarias de exhibición

El evento se realizó en el Parque Quinta Normal y fue inaugurado por el presidente Federico Errázuriz Zañartu el 16 de septiembre de 1875. El mismo día de la inauguración entraron en servicio las líneas de tranvías de Recoleta y Cañadilla junto con la línea del Matadero.
La muestra se extendió hasta el 16 de enero de 1876 y tuvo gran aceptación del público, que distinguió con su preferencia y elogios a los sorprendentes aparatos exhibidos en el pabellón belga, así como a la sobrecogedora colección de objetos arqueológicos aportada por la delegación ecuatoriana.

## Pabellones
La exhibición consideró cinco áreas temáticas desplegadas en instalaciones especialmente construidas, donde cada país montó la muestra de los productos y las tecnologías correspondientes. La principal de ellas era el “Palacio de la Exposición” construido por el arquitecto francés Paul Lathoud mismo edificio que hoy acoge al Museo Nacional de Historia Natural. Las excepciones fueron Francia y Bélgica que contaron con un local propio. Por otra parte, la provincia de Colchagua y el departamento de Melipilla, a diferencia del resto de los participantes chilenos, también dispusieron de un espacio propio para mostrar su realidad social y económica.
Se destacó la presentación del fósforo, taladros y la futura Estatua de la Libertad de Nueva York.

### Países participantes
- Alemania
- Argentina
- Bélgica
- Bolivia
- Brasil
- Chile
- Colombia
- Ecuador
- El Salvador
- Estados Unidos
- Francia
- Guatemala
- Italia
- México
- Nicaragua
- Perú
- Reino Unido
- Suiza
- Uruguay
- Venezuela